# Lillsjön (Hallens socken, Jämtland)
Lillsjön är en sjö i Åre kommun i Jämtland och ingår i Indalsälvens huvudavrinningsområde. Sjön har en area på 2,6 kvadratkilometer och ligger 293 meter över havet. Sjön avvattnas av vattendraget Tallåsbäcken.

## Delavrinningsområde
Lillsjön ingår i det delavrinningsområde (700431-141865) som SMHI kallar för Mynnar i Lillsjön. Medelhöjden är 321 meter över havet och ytan är 17,77 kvadratkilometer. Räknas de 2 avrinningsområdena uppströms in blir den ackumulerade arean 49,75 kvadratkilometer. Tallåsbäcken som avvattnar avrinningsområdet har biflödesordning 2, vilket innebär att vattnet flödar genom totalt 2 vattendrag innan det når havet efter 248 kilometer. Avrinningsområdet består mestadels av skog (55 procent) och jordbruk (11 procent). Avrinningsområdet har 2,59 kvadratkilometer vattenytor vilket ger det en sjöprocent på 14,6 procent.